# Aleksandar Kapisoda
Aleksandar Kapisoda (sinh ngày 17 tháng 9 năm 1989 ở Osijek) là một cầu thủ bóng đá người Montenegro sinh ra ở Croatia thi đấu ở vị trí trung vệ cho câu lạc bộ Giải bóng đá Ngoại hạng Thái Lan Air Force Central.
Khi còn trẻ, anh từng 2 lần vô địch karrate ở Montenegro, ngoài ra thêm 2 lần vô địch với FK Mogren ở Montenegro và một lần vô địch ở Cúp Montenegro.

## Sự nghiệp câu lạc bộ

### Thái Lan
Sau khi có một vị trí ở Air Force Central, và sau đó là Thai League 2, vào tháng 1 năm 2016, Kapisoda được câu lạc bộ chào đón nồng nhiệt, trở thành đội trưởng nước ngoài đầu tiên và phát triển mối quan hệ rất tốt với người hâm mộ. Mặc dù có khởi đầu không tốt ở mùa giải 2016, hậu vệ Croatia giúp cho Air Force Central giành được hạng tư, duy trì thêm một năm nữa và nhận được sự chú ý của nhiều đội bóng Thái khác.